# Трыньча (гмина)
Трыньча (пол. Tryńcza) — сельская гмина (волость) в Польше, входит как административная единица в Пшеворский повет, Подкарпатское воеводство. Население — 8146 человек (на 2004 год).

## Демография
| Перепись                       | Всего   | Всего | Женщины | Женщины | Мужчины | Мужчины |
| ------------------------------ | ------- | ----- | ------- | ------- | ------- | ------- |
| Единицы                        | человек | %     | человек | %       | человек | %       |
| Население                      | 8146    | 100   | 4070    | 50      | 4076    | 50      |
| Плотность населения (чел./км²) | 115,4   | 115,4 | 57,7    | 57,7    | 57,8    | 57,8    |

## Соседние гмины
1. Гмина Бялобжеги
2. Гмина Гродзиско-Дольне
3. Гмина Ярослав
4. Гмина Лежайск
5. Гмина Пшеворск
6. Гмина Сенява